# Лясковець (Мазовецьке воєводство)
Лясковець (пол. Laskowiec) — село в Польщі, у гміні Жекунь Остроленцького повіту Мазовецького воєводства.
Населення — 1193 особи (2011).
У 1975-1998 роках село належало до Остроленцького воєводства.

## Демографія
Демографічна структура станом на 31 березня 2011 року:
|          | Загалом | Допрацездатний вік | Працездатний вік | Постпрацездатний вік |
| -------- | ------- | ------------------ | ---------------- | -------------------- |
| Чоловіки | 639     | 177                | 420              | 42                   |
| Жінки    | 554     | 111                | 352              | 91                   |
| Разом    | 1193    | 288                | 772              | 133                  |